# 德氏藍紋鱸
德氏藍紋鱸，為輻鰭魚綱鱸形目鱸亞目藍紋鱸科的其中一種，分布於中西大西洋加勒比海古巴海域，為特有種，深度20-30公尺，為熱帶海水魚，體長可達4.5公分，棲息在沿海珊瑚礁區，生活習性不明，可做為觀賞魚。

## 擴展閱讀
- 德氏藍紋鱸的图片 （页面存档备份，存于）